# آنا فيرث
آناليزا فيرث (مواليد 1965 أو 1966) هي سياسية بريطانية ومحامية سابقة عملت كعضو في البرلمان عن ساوثإيند الغربية منذ الانتخابات الفرعية لعام 2022. وعضو في حزب المحافظين ، وكانت أيضًا مستشارة في مجلس مقاطعة سيفينواكس
بين عامي 2011 و 2022.

## مولدها
ولدت أناليزا فيرث ونشأت في لي أون سي. وتلقت تعليمها في مدرسة خاصة. كانت والدتها معلمة ووالدها مهندس. لديها شقيق اسمه ويليام. درست أناليزا القانون في جامعة دورهام. كما عملت لوقت قصير كمصرفية استثمارية قبل أن يتم استدعاؤها إلى نقابة المحامين في عام 1991 في جمعية الشرفاء للمعبد الداخلي. تخصصت في قانون الإصابات الشخصية والإهمال المهني.